# Bar XH Air
Bar XH Air (mã ICAO = BXH) là hãng hàng không của Canada, trụ sở ở Medicine Hat, Alberta. Hãng có các chuyếnbay thuê bao và di tản người bị thương ở Bắc Mỹ chủ yếu ở Alberta, nam Saskatchewan và đông British Columbia. Căn cứ của hãng ở Sân bay Medicine Hat và Sân bay quốc tế Calgary. Các tuyến đường chở khách thường xuyên của hãng do Alberta Citylink đảm nhận.

## Lịch sử
Bar XH Air được thành lập và bắt đầu hoạt động từ năm 1974 nhằm cung cấp các dịch vụ di tản các người bị thương và các người thuê bao ở vùng phía tây Canada. Hãng hiện có 75 nhân viên.

## Đội máy bay
(Tháng 3/2007):
- 5 Beechcraft 1300
- 2 Beechcraft King Air 200
- 1 Beechcraft Catpass 200